# FATE (Mary's Bloodのアルバム)
『FATE』（フェイト）は、2016年10月26日にビクターエンタテインメントから発売されたMary's Bloodのアルバム。

## 概要
ゆよゆっぺが作曲と編曲を手掛けた「Angel's Ladder」が収録され、バンド史上初めてメンバー以外が作曲した楽曲が収録された。また、ルーク篁が「Chateau de Sable」、五十嵐美貴が「Change the Fate」でそれぞれギターでゲスト参加し、人時が「In the Rain」、「Change the Fate」の編曲を担当するなど有名ミュージシャンが参加したアルバムとなっている。

## 収録曲
1. Counter Strike
2. Shall We Dance?
3. Angel's Ladder
4. Nautical Star
5. Chateau de Sable
6. HANABI
7. Self-Portrait
8. In the Rain
9. Change the Fate
10. Endless Tragedy
11. Queen of the Night

全作詞：EYE
作曲：SAKI (#1 , 2 , 5, 6, 7, 10)、ゆよゆっぺ(#3)、RIO (#4)、EYE (#8 , 11)、MARI (#9)
編曲：岡ナオキ(#1 , 2 , 4 , 5 , 6, 10, 11)、ゆよゆっぺ(#3)、人時 (#8 , 9)